# Mel Lewis
Mel Lewis, cujo nome verdadeiro Melvin Sokoloff (10 de maio de 1929 — 2 de fevereiro de 1990), foi um baterista norte-americano, músico de jazz e líder de banda. Durante sua vida, Lewis foi um proeminente artista solo e um professor da Universidade William Paterson, tempo durante o qual ele também é autor de um livro sobre a arte de tocar bateria. Além disso, Lewis estendeu seu talento como músico de sessão. Durante toda sua vida ele recebeu 14 indicações ao Grammy.
Começou a tocar profissionalmente quando Lewis tinha 15 anos e trabalhou com grandes músicos, como Boyd Raeburn (1948), Alvino Rey, Ray Anthony e Tex Beneke, embora ele alternou este trabalho com performances com Frank Rosolino ou Hampton Hawes. Então lá estava na banda de Gerald Wilson e Terry Gibbs (1959). Influenciado pelo estilo de Shelly Manne, e nos anos seguintes realizou grande número de gravações com os músicos principais de West Coast Jazz, entre eles Bob Brookmeyer, Art Pepper, Jimmy Raney, Bud Shank, Shorty Rogers, além de Herbie Mann e, claro, Woody Herman. Lewis excursionou pela Europa com Friedrich Gulda, até que ele se juntou ao grupo de Gerry Mulligan, em 1964, na sequência de uma visita na União Soviética com a banda de Benny Goodman.
Associou-se com Thad Jones para criar sua própria big band, em 1965, que tem um enorme prestígio e desenvolvimento no campo do forjamento de grande parte dos atuadores modernos: Steve Coleman, Jon Faddis, Lew Soloff, George Mraz, Billy Harper, Jimmy Knepper, Roland Hanna, e da cantora Dee Dee Bridgewater, além de alguns boppers como Pepper Adams.
Desligou-se da sua banda em 1979, para seguir carreira solo.
Seu desempenho no álbum Live in Munich, lhe rendeu um Grammy em 1979.